# Ruch Chorzów
Il Ruch Chorzów (in polacco  [ˈrux ˈxɔʐuf]) è una società calcistica polacca di Chorzów che milita in I liga, divisione cadetta del campionato polacco di calcio.
Fondato nel 1920, ha vinto 14 campionati nazionali e 3 Coppe di Polonia, successi che ne fanno uno dei club più titolati del paese.

## Storia

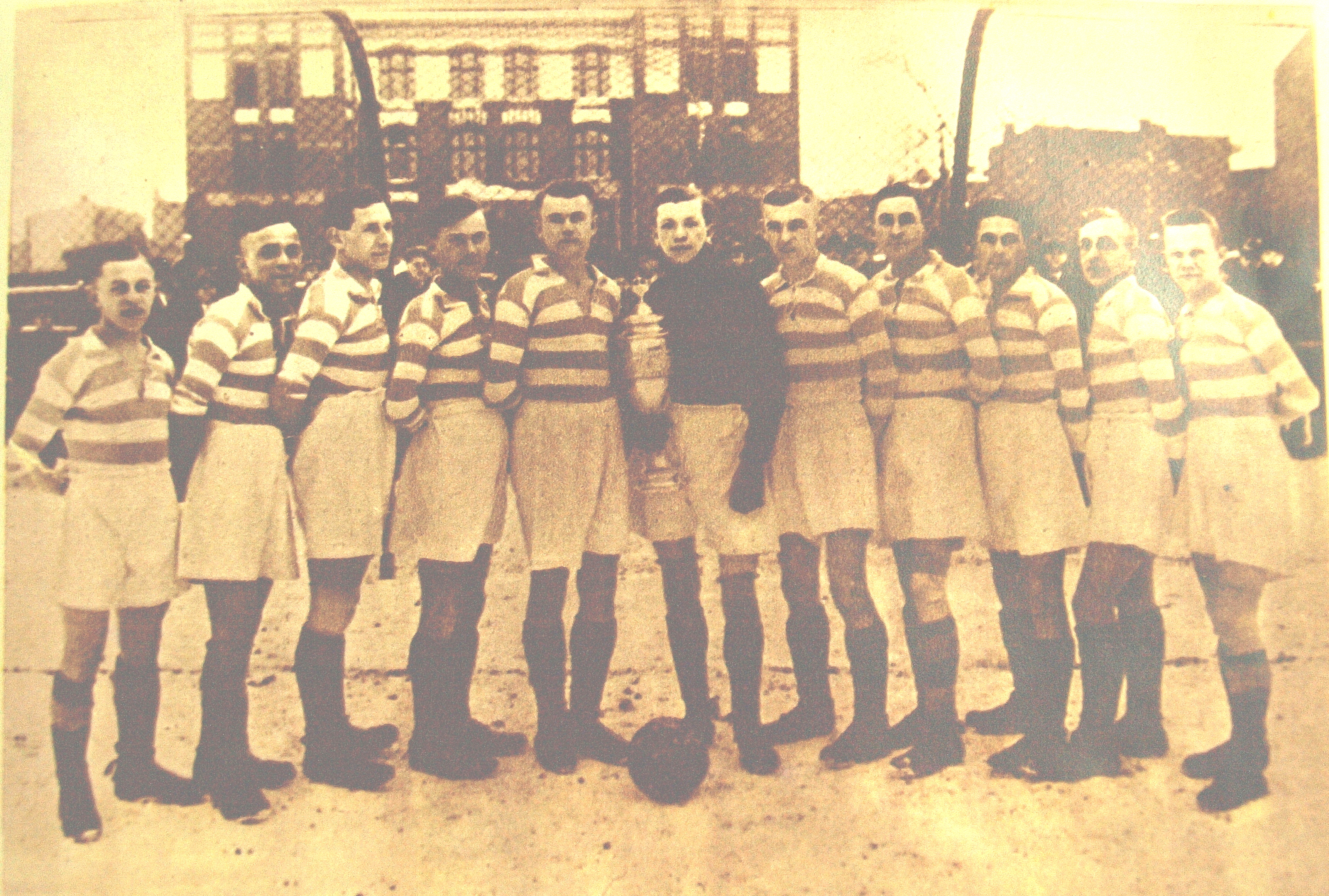
Il Ruch Chorzów nel 1927

Il Ruch Chorzów viene fondato come KS Ruch Wielkie Hajduki ad Hajduki Wielkie, un comune che verrà inglobato a Chorzów nel 1939. La data di fondazione è il 20 aprile 1920, e come colori sociali vengono subito scelti il blu e il bianco. Il nome Ruch, che può essere tradotto in italiano come "movimento", viene usato in chiave patriottica per intendere le rivolte nella Slesia di quegli anni.
Vince il primo campionato nel 1933, cui seguono quello del 1934, 1935, 1936 e 1938. Nel 1951 conquista anche la sua prima Coppa di Polonia battendo 2-0 in finale il Wisla Cracovia, mentre in campionato si classifica sesto. Curiosamente però, la Federazione decide di assegnare il titolo proprio al Ruch vincitore della Coppa. I Blu vincono anche i campionati del 1952 e nel 1953. In generale negli anni cinquanta, salvo rare eccezioni, la squadra si mantiene sempre nelle posizioni di vertice.

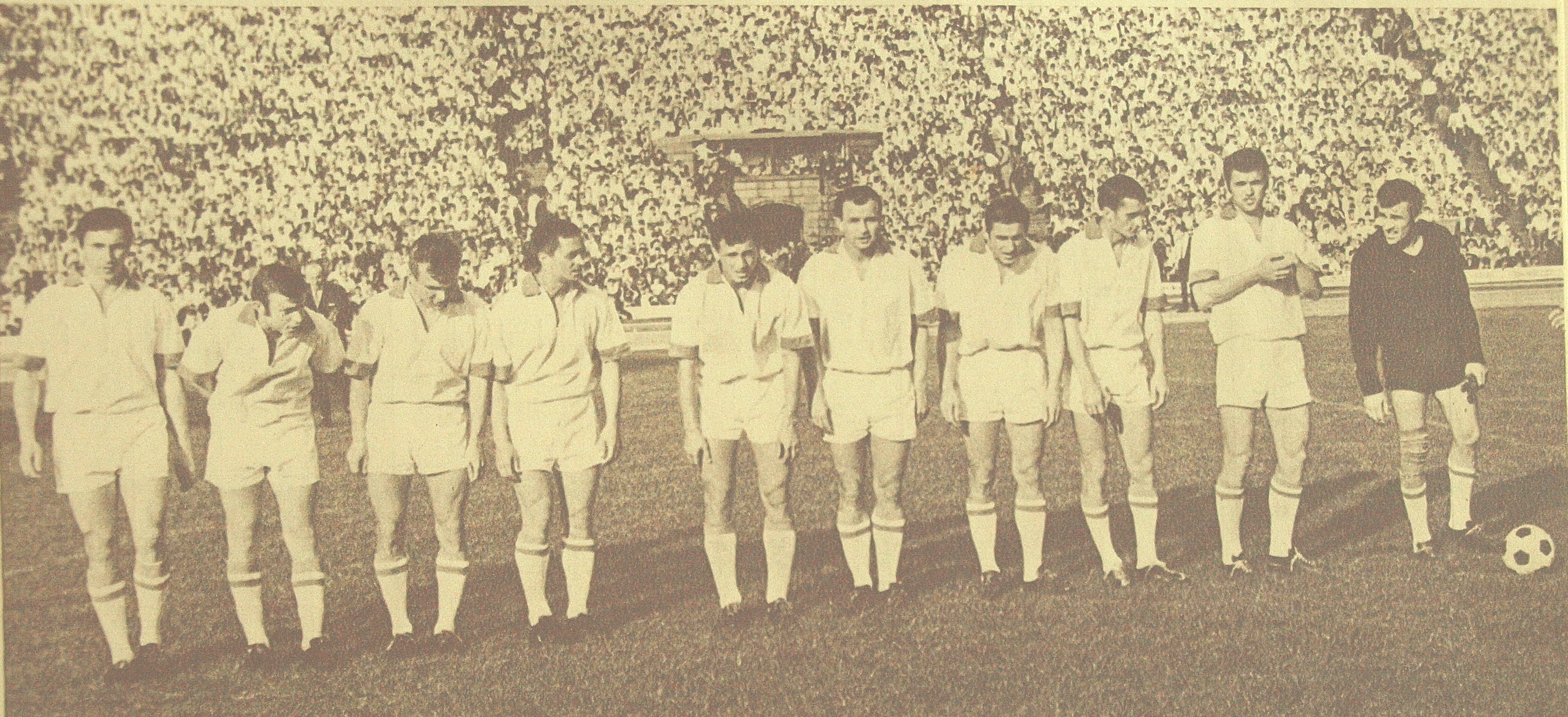
Il Ruch Chorzów nel 1968

Gli anni sessanta si aprono subito con il nono scudetto, conquistato nel 1960, a cui seguono un secondo posto nel 1962-1963 e una finale di Coppa persa nello stesso anno, un'altra nel 1968, e la decima vittoria in campionato nel 1967-1968. In virtù di quest'ultimo titolo, il Ruch avrebbe dovuto partecipare di diritto alla Coppa dei Campioni 1968-1969, ma si ritira per motivi politici legati alla Primavera di Praga. L'esordio nelle competizioni europee avviene però l'anno successivo, nella Coppa delle Fiere 1969-1970.
Gli anni settanta iniziano con una finale di Coppa persa nel 1970, e un secondo posto sempre nello stesso anno. La squadra fa il suo esordio in Coppa UEFA nella stagione 1972-1973, dove viene eliminato nei sedicesimi di finale dai tedeschi orientali della Dinamo Dresda, dopo aver eliminato nel turno precedente i turchi del Fenerbahçe. Il cammino nella manifestazione è decisamente più lungo nell'edizione successiva: dopo aver eliminato i tedeschi occidentali del Wuppertaler Sport-Verein Borussia, quelli orientali del Carl Zeiss Jena e gli ungheresi dell'Honvéd, il Ruch viene eliminato nei quarti di finale dagli olandesi del Feyenoord ai tempi supplementari.
Nel 1974 la squadra realizza un double, vincendo sia il campionato che la Coppa. L'anno successivo arriva il dodicesimo successo in campionato, in più c'è da registrare il raggiungimento dei quarti nella Coppa dei Campioni 1974-1975, traguardo ottenuto sconfiggendo i danesi dello Hvidovre e il Fenerbahçe, prima di venire eliminati dai francesi del Saint-Étienne. Nel 1978-1979 arriva invece il tredicesimo scudetto.

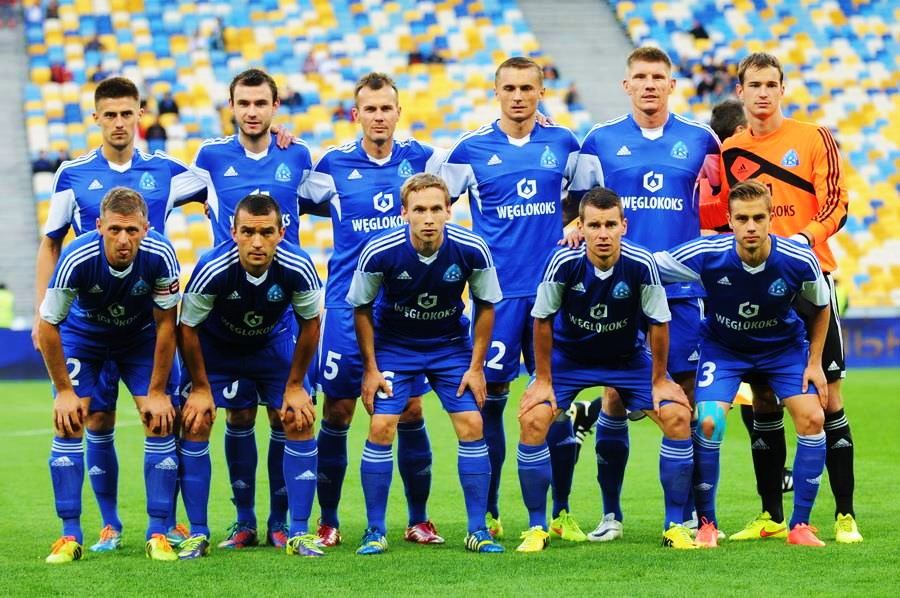
Il Ruch Chorzów nel 2014

All'inizio degli anni ottanta si assiste ad una serie di campionati conclusi sempre nella metà inferiore della classifica, a parte il terzo posto nella stagione 1982-1983, e al termine della stagione 1986-1987 arriva addirittura la retrocessione. Tuttavia la situazione cambia presto: il Ruch vince immediatamente il campionato di II liga riconquistando così la massima serie dopo una sola stagione. Nella stagione successiva poi, da neopromossa, vince il suo quattordicesimo titolo.
Negli anni novanta, al termine del campionato 1994-1995 si assiste ad una nuova retrocessione, ma anche in questo caso la squadra torna in massima serie dopo una sola stagione. Dopo due sole stagioni dal ritorno in massima serie il Ruch è già sesto; questo piazzamento vale l'accesso alla Coppa Intertoto 1998, torneo nel quale viene sconfitto in finale dal Bologna. Due anni dopo partecipa alla Coppa UEFA 2000-2001 in virtù del terzo posto nel campionato precedente, ma viene eliminato nel primo turno dall'Inter.
Un'altra retrocessione arriva al termine del campionato 2002-2003; stavolta però i Blu impiegano quattro anni per risalire in Ekstraklasa. Sono già terzi nel campionato 2009-2010, piazzamento che vale la partecipazione alla UEFA Europa League 2010-2011, che viene però conclusa al terzo turno preliminare. Stesso cammino nell'UEFA Europa League 2012-2013, alla quale la squadra accede grazie al secondo posto nella Ekstraklasa 2011-2012.
Malgrado il terzo posto della stagione 2013-2014, la squadra vive negli anni successivi un periodo di magra, fino alla retrocessione in seconda serie patita nel 2016-2017. Nel 2017-2018 arriva una nuova retrocessione nella II liga, la terza serie polacca, e nel 2018-2019 una retrocessione in III liga, la quarta serie polacca. Tornato nel 2021 in terza serie, il Ruch ottiene nel 2022 la promozione in seconda serie e nel 2023 completa la risalita, ottenendo la promozione in massima divisione.

## Cronologia dei nomi
- 1920-1923: KS Ruch Wielkie Hajduki
- 1923: KS Ruch BBC Wielki Hajduki
- 1924-1939: KS Ruch Wielki Hajduki
- 1939-1945: Bismarckhütter SV 99
- 1945-1948: KS Ruch Chorzów
- 1948-1949: Zrzeszenie KS Ruch Chorzów
- 1949: KS Chemik Chorzów
- 1949-1955: ZS Unia Chorzów
- 1955-1956: ZKS Unia-Ruch Chorzów
- 1956-2002: Klub Sportowy Ruch Chorzów
- 2002-presente: Ruch Chorzów

## Palmarès

### Competizioni nazionali

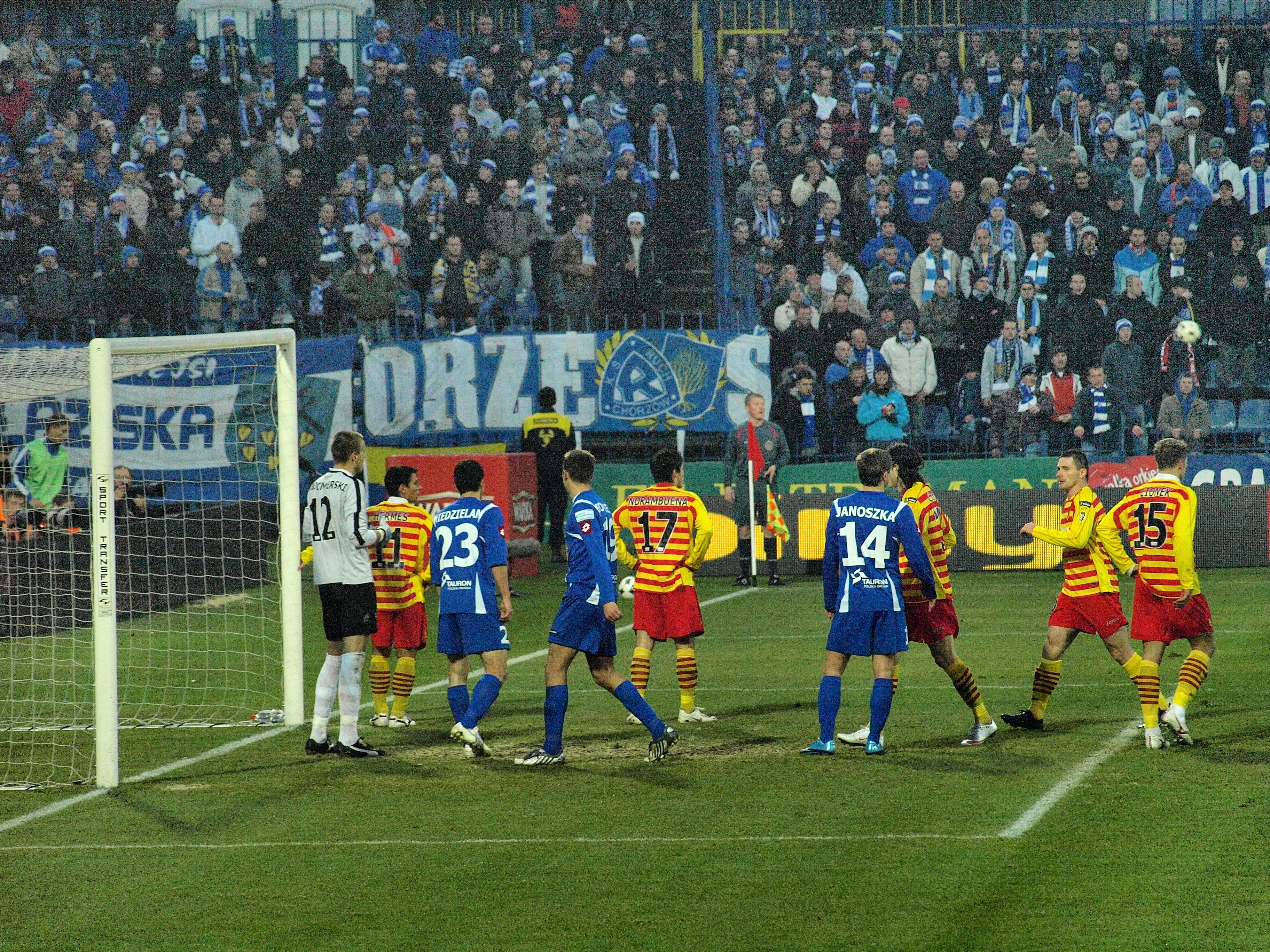
Ruch Chorzów - Jagiellonia Białystok (09.11.2009)

- Campionato polacco: 14

1933, 1934, 1935, 1936, 1938, 1951, 1952, 1953, 1960, 1967-1968, 1973-1974, 1974-1975, 1978-1979, 1988-1989
- Coppa di Polonia: 3

1950-1951, 1973-1974, 1995-1996
- Campionato polacco di seconda divisione: 2

1987-1988, 2006-2007
- III liga: 1

2020-2021 (gruppo 3)

### Competizioni internazionali
- Coppa Intertoto: 1

1967

## Rosa 2023-2024
| N. |                      | Ruolo | Calciatore          |
| -- | -------------------- | ----- | ------------------- |
| 1  | Polonia (bandiera)   | P     | Tomasz Nowak        |
| 4  | Polonia (bandiera)   | D     | Przemyslaw Szur     |
| 5  | Polonia (bandiera)   | C     | Tomasz Wojtowicz    |
| 7  | Polonia (bandiera)   | C     | Juliusz Letniowski  |
| 8  | Polonia (bandiera)   | C     | Patryk Sikora       |
| 10 | Polonia (bandiera)   | C     | Tomasz Foszmańczyk  |
| 13 | Polonia (bandiera)   | C     | Łukasz Moneta       |
| 16 | Rep. Ceca (bandiera) | C     | Jan Sedlák          |
| 17 | Polonia (bandiera)   | C     | Dawid Barnowski     |
| 19 | Polonia (bandiera)   | A     | Michał Feliks       |
| 20 | Polonia (bandiera)   | C     | Szymon Szymanski    |
| 21 | Polonia (bandiera)   | D     | Maciej Sadlok       |
| 22 | Polonia (bandiera)   | C     | Filip Starzyński    |
| 23 | Polonia (bandiera)   | A     | Artur Pląskowski    |
| 24 | Polonia (bandiera)   | A     | Bartłomiej Barański |
| 26 | Polonia (bandiera)   | C     | Kacper Michalski    |

| N. |                       | Ruolo | Calciatore          |
| -- | --------------------- | ----- | ------------------- |
| 27 | Polonia (bandiera)    | C     | Wiktor Długosz      |
| 28 | Portogallo (bandiera) | C     | Tomás Podstawski    |
| 32 | Polonia (bandiera)    | P     | Marcel Potoczny     |
| 36 | Croazia (bandiera)    | P     | Dante Stipica       |
| 54 | Polonia (bandiera)    | C     | Filip Wilak         |
| 70 | Polonia (bandiera)    | C     | Miłosz Kozak        |
| 71 | Polonia (bandiera)    | D     | Remigiusz Szywacz   |
| 77 | Polonia (bandiera)    | D     | Mateusz Bartolewski |
| 82 | Polonia (bandiera)    | D     | Jakub Bielecki      |
| 88 | Rep. Ceca (bandiera)  | C     | Adam Vlkanova       |
| 95 | Polonia (bandiera)    | A     | Daniel Szczepan     |
|    | Polonia (bandiera)    | P     | Michał Buchalik     |
|    | Polonia (bandiera)    | C     | Patryk Stępiński    |
|    | Spagna (bandiera)     | D     | Josema              |
|    | Polonia (bandiera)    | C     | Robert Dadok        |
|    | Polonia (bandiera)    | A     | Mike Huras          |

## Rosa 2017-2018
| N. |                                 | Ruolo | Calciatore         |
| -- | ------------------------------- | ----- | ------------------ |
| 1  | Bulgaria (bandiera)             | P     | Nikolay Bankov     |
| 2  | Polonia (bandiera)              | D     | Gracjan Komarnicki |
| 3  | Polonia (bandiera)              | D     | Mateusz Holownia   |
| 4  | Polonia (bandiera)              | D     | Mateusz Zawal      |
| 5  | Polonia (bandiera)              | C     | Dominik Malkowski  |
| 7  | Bosnia ed Erzegovina (bandiera) | C     | Bojan Marković     |
| 8  | Polonia (bandiera)              | C     | Michal Walski      |
| 9  | Polonia (bandiera)              | A     | Adam Setla         |
| 10 | Polonia (bandiera)              | C     | Patryk Lipski      |
| 11 | Polonia (bandiera)              | A     | Michał Efir        |
| 13 | Russia (bandiera)               | C     | Roland Gigolayev   |
| 14 | Polonia (bandiera)              | D     | Michał Koj         |
| 15 | Polonia (bandiera)              | D     | Martin Konczkowski |

| N. |                       | Ruolo | Calciatore        |
| -- | --------------------- | ----- | ----------------- |
| 17 | Polonia (bandiera)    | C     | Maciej Urbańczyk  |
| 19 | Polonia (bandiera)    | C     | Tomasz Podgórski  |
| 20 | Polonia (bandiera)    | D     | Marek Szyndrowski |
| 23 | Polonia (bandiera)    | D     | Paweł Oleksy      |
| 27 | Polonia (bandiera)    | C     | Kamil Mazek       |
| 29 | Polonia (bandiera)    | C     | Kamil Włodyka     |
| 30 | Slovacchia (bandiera) | P     | Matúš Putnocký    |
| 39 | Polonia (bandiera)    | D     | Michał Helik      |
| 51 | Polonia (bandiera)    | D     | Rafał Grodzicki   |
| 66 | Polonia (bandiera)    | C     | Miłosz Trojak     |
| 84 | Polonia (bandiera)    | P     | Wojciech Skaba    |
| 97 | Polonia (bandiera)    | A     | Łukasz Siedlik    |

## Rosa 2015-2016
| N. |                    | Ruolo | Calciatore         |
| -- | ------------------ | ----- | ------------------ |
| 1  | Polonia (bandiera) | P     | Kamil Lech         |
| 2  | Polonia (bandiera) | D     | Mateusz Cichocki   |
| 4  | Polonia (bandiera) | C     | Łukasz Surma       |
| 5  | Polonia (bandiera) | C     | Marek Zieńczuk     |
| 6  | Polonia (bandiera) | C     | Michał Szewczyk    |
| 7  | Polonia (bandiera) | C     | Maciej Iwański     |
| 8  | Polonia (bandiera) | C     | Artur Lenartowski  |
| 9  | Polonia (bandiera) | A     | Adam Setla         |
| 10 | Polonia (bandiera) | C     | Patryk Lipski      |
| 11 | Polonia (bandiera) | A     | Michał Efir        |
| 13 | Russia (bandiera)  | C     | Roland Gigolayev   |
| 14 | Polonia (bandiera) | D     | Michał Koj         |
| 15 | Polonia (bandiera) | D     | Martin Konczkowski |

| N. |                       | Ruolo | Calciatore        |
| -- | --------------------- | ----- | ----------------- |
| 17 | Polonia (bandiera)    | C     | Maciej Urbańczyk  |
| 18 | Polonia (bandiera)    | A     | Mariusz Stępiński |
| 19 | Polonia (bandiera)    | C     | Tomasz Podgórski  |
| 20 | Polonia (bandiera)    | D     | Marek Szyndrowski |
| 23 | Polonia (bandiera)    | D     | Paweł Oleksy      |
| 27 | Polonia (bandiera)    | C     | Kamil Mazek       |
| 29 | Polonia (bandiera)    | C     | Kamil Włodyka     |
| 30 | Slovacchia (bandiera) | P     | Matúš Putnocký    |
| 39 | Polonia (bandiera)    | D     | Michał Helik      |
| 51 | Polonia (bandiera)    | D     | Rafał Grodzicki   |
| 66 | Polonia (bandiera)    | C     | Miłosz Trojak     |
| 84 | Polonia (bandiera)    | P     | Wojciech Skaba    |
| 97 | Polonia (bandiera)    | A     | Łukasz Siedlik    |

## Rosa 2014-2015
| N. |                    | Ruolo | Calciatore         |
| -- | ------------------ | ----- | ------------------ |
| 1  | Polonia (bandiera) | P     | Kamil Lech         |
| 2  | Polonia (bandiera) | D     | Piotr Stawarczyk   |
| 3  | Polonia (bandiera) | D     | Daniel Dziwniel    |
| 4  | Polonia (bandiera) | C     | Łukasz Surma       |
| 5  | Polonia (bandiera) | C     | Marek Zieńczuk     |
| 6  | Polonia (bandiera) | C     | Michał Szewczyk    |
| 7  | Polonia (bandiera) | C     | Jakub Kowalski     |
| 9  | Polonia (bandiera) | A     | Grzegorz Kuświk    |
| 10 | Polonia (bandiera) | C     | Filip Starzyński   |
| 11 | Polonia (bandiera) | A     | Michał Efir        |
| 13 | Russia (bandiera)  | D     | Roland Gigolaev    |
| 14 | Polonia (bandiera) | C     | Sebastian Janik    |
| 15 | Polonia (bandiera) | D     | Martin Konczkowski |
| 16 | Polonia (bandiera) | C     | Bartłomiej Babiarz |

| N. |                                 | Ruolo | Calciatore         |
| -- | ------------------------------- | ----- | ------------------ |
| 17 | Polonia (bandiera)              | C     | Maciej Urbańczyk   |
| 18 | Polonia (bandiera)              | D     | Artur Gieraga      |
| 19 | Polonia (bandiera)              | C     | Michał Rzuchowski  |
| 20 | Polonia (bandiera)              | D     | Marek Szyndrowski  |
| 21 | Polonia (bandiera)              | P     | Krzysztof Kamiński |
| 22 | Polonia (bandiera)              | D     | Marcin Kuś         |
| 29 | Polonia (bandiera)              | C     | Kamil Włodyka      |
| 32 | Polonia (bandiera)              | D     | Marcin Malinowski  |
| 33 | Slovacchia (bandiera)           | C     | Ján Chovanec       |
| 39 | Polonia (bandiera)              | D     | Michał Helik       |
| 80 | Bosnia ed Erzegovina (bandiera) | D     | Senad Karahmet     |
| 84 | Polonia (bandiera)              | P     | Wojciech Skaba     |
| 90 | Lettonia (bandiera)             | A     | Eduards Višņakovs  |
|    | Paesi Bassi (bandiera)          | P     | Mateusz Prus       |

## Derby
La partita sicuramente più sentita è il Wielkie Derby Śląska contro il Górnik Zabrze. Epica fu la vittoria nel marzo 2011 (94º derby della storia), quando il ruch si impose per 3 a 0, sotto una nevicata da antologia, tanto che la gara venne fermata perché l'impianto di illuminazione andò in tilt.

## Stemma

1939
1945-1947
1948-1949
1949-1955
1955
1956-1959
1960
1960-1969
1970-1979
1980-1989
1989-1999
2000-2007
2007-2020
2021